# Marcianofreddo
Marcianofreddo is een plaats (frazione) in de Italiaanse gemeente Alvignano.